# Anthony Mamo

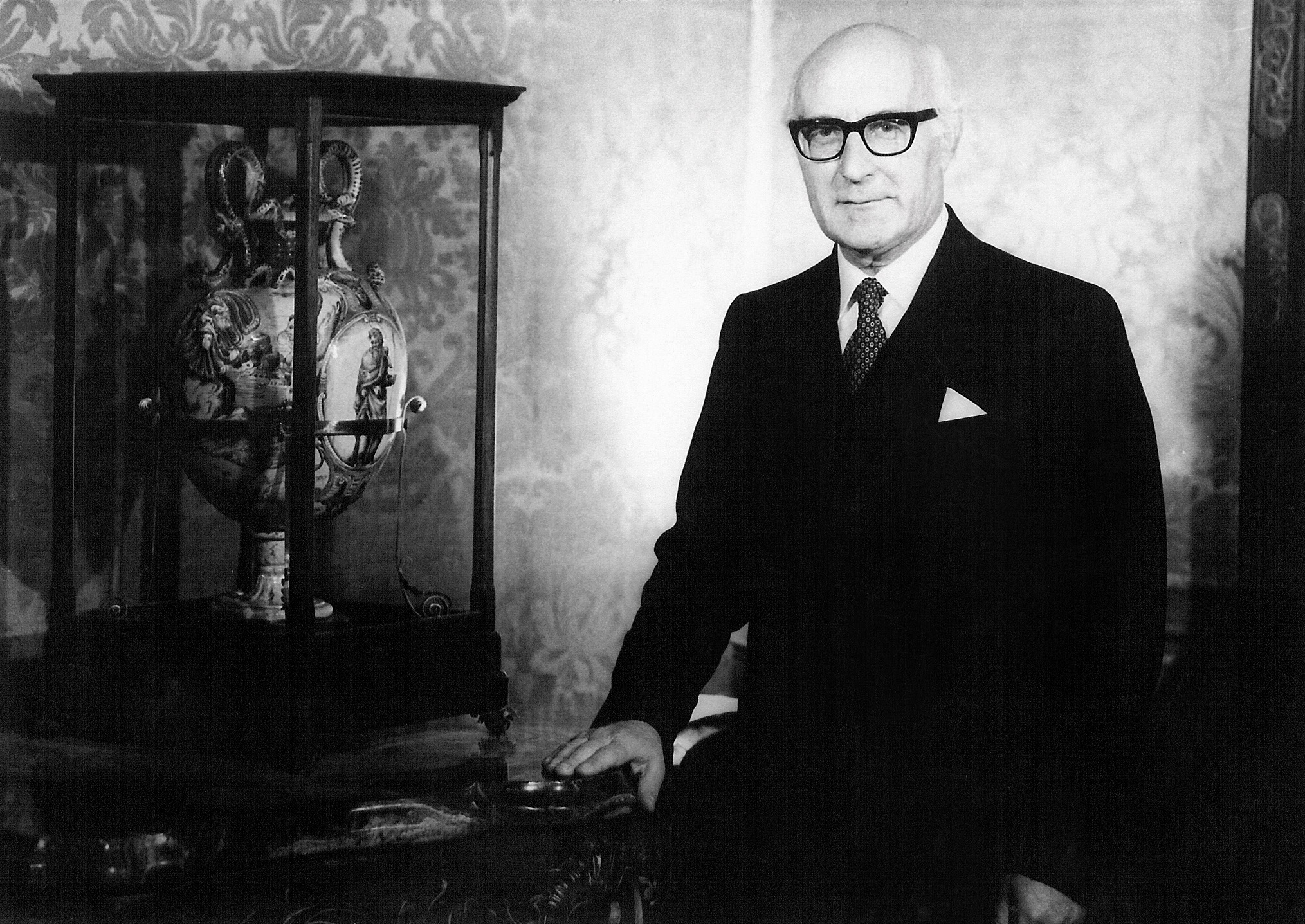
Sir Anthony Mamo

Anthony Mamo (Birkirkara, 9 januari 1909 - Mosta, 1 mei 2008) was de eerste president van Malta.
Hij begon zijn loopbaan als advocaat en was medio jaren vijftig de hoogste rechter van het Hof van Beroep. Vanaf 1971 was hij gouverneur-generaal van de onafhankelijke Staat Malta waarbij hij koningin Elizabeth II van het Verenigd Koninkrijk vertegenwoordigde. Toen Malta in december 1974 een republiek werd, werd hij door het volk verkozen als president. Eind december 1976 werd de bijna 68-jarige Mamo opgevolgd door Anton Buttiġieġ.
Sir Anthony Mamo overleed op 99-jarige leeftijd in een bejaardentehuis.